# Gustaf Adolf Boltenstern
Gustaf Adolf Boltenstern (Helsingborg, 1º aprile 1861 – Stoccolma, 9 ottobre 1935) è stato un cavaliere svedese.

## Biografia
Colonnello delle forze armate svedesi, che ha servito dal 1882 al 1921, è il padre di Gustaf Adolf Boltenstern Jr. (1904-1995), anch'egli cavaliere nonché vincitore di quattro medaglie olimpiche tra il 1932 e il 1956.
Ha partecipato alle Olimpiadi 1912 vincendo una medaglia d'argento con il suo cavallo Nettuno. Ha partecipato anche alle Olimpiadi 1920, ma è stato squalificato.
È deceduto all'età di 74 anni.

## Palmarès

### Olimpiadi
- Argento a Stoccolma 1912 nel dressage individuale.